# Daniel Richard Caldwell
Pour les articles homonymes, voir Caldwell.
Daniel Richard Francis Caldwell (19 septembre 1816 - 2 octobre 1875) est un administrateur colonial britannique qui fut registraire général et protecteur des Chinois (en) à Hong Kong de 1856 à 1862 et fut impliqué dans la célèbre affaire Caldwell à la fin des années 1850.
Ayant vécu dans les toutes premières années de l'établissement britannique à Hong Kong, il écrit que « de tous les endroits du monde, il n'y en a peut-être pas un où le scandale et le dénigrement sont les plus répandus, sont si facilement inventés, si industriellement diffusés et, je regrette d'ajouter cela, si ardemment recherchés, que Hong Kong ».

## Biographie
Né sur l'île de la Compagnie britannique des Indes orientales de Sainte-Hélène, il est le fils de Daniel et Mary Caldwell. Durant sa jeunesse, il suit son père, soldat dans une milice locale, d'abord à Penang puis à Singapour. En 1834, il commande ses propres navires marchands en devenant employé à Canton dans une lucrative compagnie d'opium. Selon l'historien Christopher Munn, « il a la réputation d'un homme à femmes et on dit qu'il aurait appris le chinois par ses liaisons avec différentes femmes ». En raison de ses solides compétences linguistiques, grâce auxquelles il parle couramment plusieurs dialectes chinois ainsi que le malais, l'hindoustani et le portugais, Caldwell est interprète pour les Britanniques durant la première guerre de l'opium.

## Carrière à Hong Kong

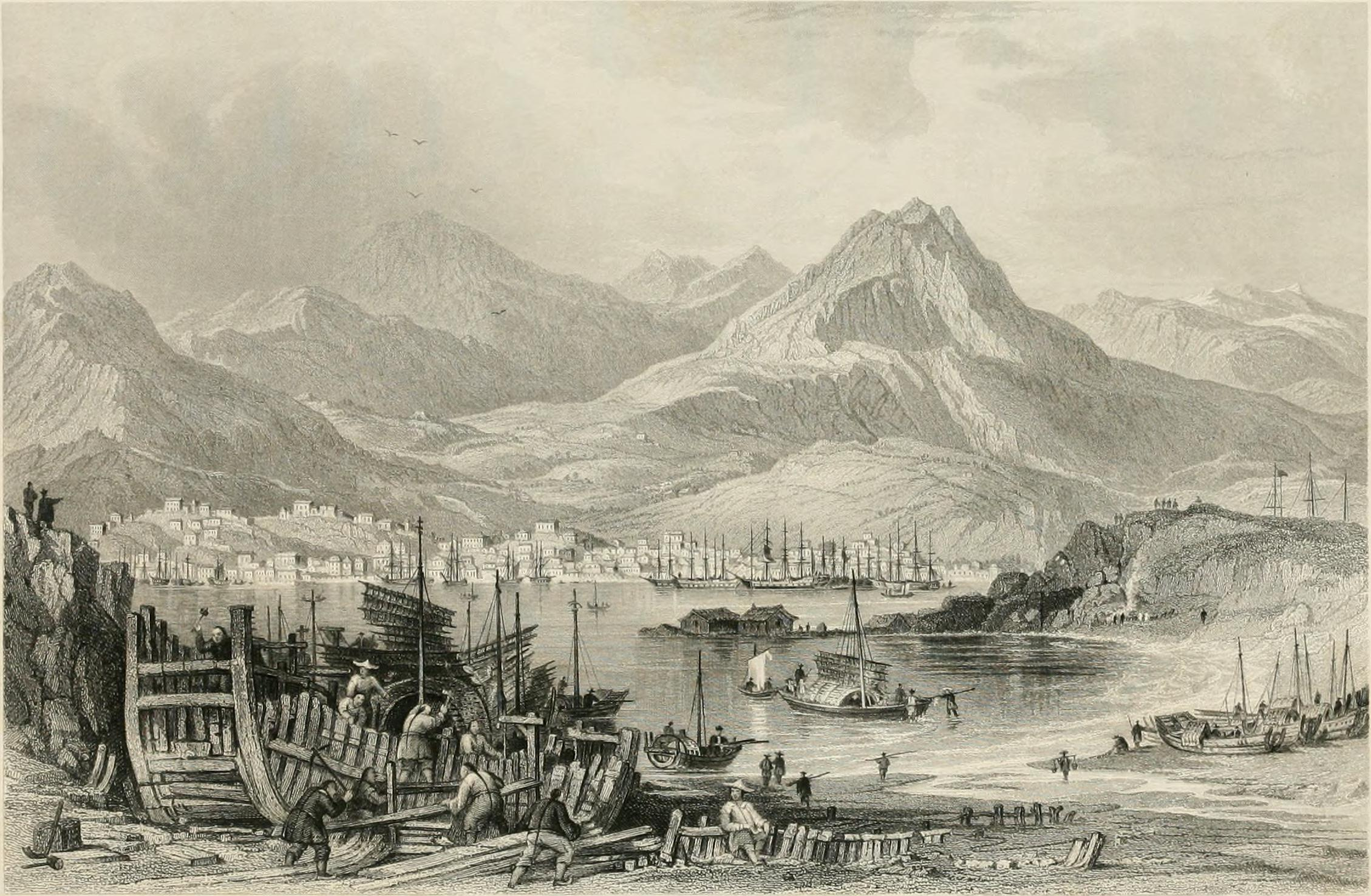
Hong Kong vers 1842, au tout début de l'établissement britannique sur l'île.

En 1842, il s'installe à Hong Kong et se rend essentiel à l'administration coloniale en commerçant avec les Chinois locaux dans les premières années l'établissement britannique. Il travaille d'abord comme interprète judiciaire, puis est nommé surintendant adjoint de la police de Hong Kong en 1846. Il démissionne du gouvernement une première fois lorsqu'il est déclaré en faillite en 1847 et échappe à ses créanciers en se réfugiant dans la colonie portugaise voisine de Macao. Il est de nouveau employé par le gouvernement peu de temps après. Caldwell est efficace pour réprimer le crime et la piraterie grâce à son réseau d'informateurs, en étant chef des détectives et guide de la Royal Navy dans ses expéditions contre les pirates. Il participe à la bataille de la baie de Huhlan le 4 août 1855, dans laquelle le HMS Rattler (en) et l'USS Powhatan détruisent dix jonques de pirates et tuent plus de 800 pirates.
Peu de temps après la bataille, Caldwell démissionne du gouvernement en raison du faible salaire et achète un bateau à vapeur marchand, The Eaglet, qui dirige le commerce côtier et installe des convois escortant des jonques le long de la côte sud de la Chine. Quand la seconde guerre de l'opium éclate en 1856, appelant Caldwell « le seul fonctionnaire du gouvernement par lequel nous ayons jamais eu de relations satisfaisantes avec la population indigène », le gouverneur John Bowring l'emploie comme registraire général et protecteur des Chinois (en) (poste plus tard nommé Secrétaire aux affaires intérieures), une position qui s'occupe des questions liées à la communauté chinoise locale. Il reçoit des pouvoirs étendus sur la vie et les affaires des Chinois locaux en vertu de la législation d'urgence de 1857 et 1858. Ses fonctions sont également étendues à l'enregistrement et l'autorisation des bordels avec la nouvelle ordonnance sur les maladies vénériennes. Son pouvoir et son influence sont renforcés par ses relations au sein de la société chinoise et ses conseils à la Royal Navy sur les expéditions anti-pirates et au gouvernement pour traquer les criminels recherchés et communiquer avec la communauté chinoise. Il démasque un complot d'assassinat sur lui-même et le lieutenant gouverneur (en) William Caine (en) en avril 1857.

## L'affaire Caldwell
Début 1857, l'incident de la boulangerie Esing laisse penser que certains agents chinois tentent d'empoisonner la communauté européenne par son approvisionnement en pain du matin, ce qui provoque la peur et la suspicion chez les résidents locaux chinois et européens. La même année, Caldwell est impliqué dans un scandale lorsque le pirate américain Eli Boggs (en) l'accuse d'avoir des liens avec un gangster notoire et affirme qu'il a été piégé par Wong Ma-chow, un informateur clé et associé de Caldwell. Wong est arrêté le 16 juillet 1857 et la défense de Caldwell exige un acquittement. Le 10 mai 1858, le trésorier colonial Frederick Forth (en) accuse Caldwell de posséder un bordel. Le procureur général Thomas Chisholm Anstey (en) traite Caldwell de « gardien de bordel et pirate » et se réfère à sa femme, une femme chinoise nommée Mary Ayow, comme « cette prostituée ». Même l'identité raciale de Caldwell est remise en question, et alors qu'il avait été décrit quelques années plus tôt comme ayant « les yeux bleus et le visage vraiment anglais », il est maintenant décrit comme un « homme de sang mêlé » et un « métis de Singapour ». Le scandale est décrit par le gouverneur Bowring comme « rarement mis en parallèle par une assemblée d'Anglais réunis en conclave officiel ».
Le secrétaire colonial par intérim William Thomas Bridges (en), qui est franc-maçon comme Caldwell, détruit les livres de comptes de Wong Ma-chow, supposé contenir les preuves impliquant formellement Caldwell dans les activités pirates de Wong, sous prétexte de gagner de l'espace dans le bureau. Pour minimiser les accusations, Bowring met sur pied une commission d'enquête composée d'amis de Caldwell. Son président, l'arpenteur général Charles Cleverly, est également franc-maçon. L'un des quatre membres est le conseiller législatif George Lyall (en), un proche ami de Caldwell. L'avocat de la commission, John Day, avait défendu Wong Ma-chow. Anstey est ensuite suspendu et renvoyé en Grande-Bretagne, et le gouvernement poursuit en justice le journaliste William Tarrant, qui avait révélé la protection de Caldwell par Bridges, pour diffamation. Anstey écrit ensuite une lettre de 30 000 mots au Times détaillant la corruption du « règne de la terreur » dans le gouvernement de Hong Kong, qui porte les scandales à la presse et au parlement britanniques.
Caldwell continue à jouer un rôle essentiel dans la répression des pirates en dirigeant les navires de guerre de la Royal Navy dans des opérations anti-piraterie. Après le remplacement de Bowring au poste de gouverneur par Hercules Robinson en 1859, une autre commission d'enquête est créée pour l'affaire Caldwell, présidée par le nouveau gouverneur lui-même. Caldwell affirme que les accusations contre lui sont une conspiration fondée sur les rancunes de Charles May (en), Anstey, et certains rédacteurs de journaux jaloux de son succès et irrités de son attitude protectrice envers les Chinois. Il continue à accuser May de diriger un bordel illégal, géré par une de ses maîtresses, et auquel Anstey serait un visiteur régulier. L'enquête conclut de manière décisive que Caldwell est coupable de pervertir le cours de la justice et trouve des motifs de suspicion sur d'autres chefs d'accusation, dont celui d'avoir utilisé la Royal Navy pour réaliser des « desseins infâmes » et renforcer l'influence d'un « pirate notoire ». Il déclare Caldwell inapte au service public.

## Dernières années, famille et mort
Après avoir été limogé par le gouvernement, Caldwell gagne bien sa vie en tant qu'agent chinois, intermédiaire et défenseur des entreprises chinoises. Par la suite, le gouverneur Richard Graves MacDonnell l'emploie comme conseiller auprès des gardiens agréés des maisons de jeux et comme chef non officiel de la police secrète qui sont considérées comme plus efficaces pour détecter les crimes et attraper les criminels que la police elle-même.
Caldwell est franc-maçon. Il épouse Mary Chan Ayow vers 1845 lors d'une cérémonie de mariage traditionnelle chinoise. Elle se convertit et devient membre de la London Missionary Society. Un mariage chrétien est célébré à la cathédrale Saint-John en mars 1851. Le couple a 12 enfants et plus de 20 enfants adoptifs d'origine chinoise. Il meurt à Hong Kong le 2 octobre 1875 et est enterré au cimetière de Hong Kong à Happy Valley où une pierre tombale énorme et ornée est érigée par ses collègues francs-maçons.
Après la mort de Caldwell, Chan Ayow hérite de ses biens. Elle vend la propriété située à l'intersection de Hollywood Road (zh) et Aberdeen Street (en) à la société missionnaire de Londres pour 35 000 HK$, soit la moitié de sa valeur à l'époque. Sur le site est plus tard construit l'hôpital mémorial Alice (en), le collège de médecine de Hong Kong (en) et l'église To Tsai où le dr. Sun Yat-sen étudie et prie durant sa jeunesse.